# میلز (یوتا)
میلز (به انگلیسی: Mills) یک منطقهٔ مسکونی در ایالات متحده آمریکا است که در شهرستان جواب، یوتا واقع شده‌است. میلز ۱٬۵۱۰٫۰ متر بالاتر از سطح دریا قرار دارد.